# 2016 في ألبانيا
تحتوي هذه المقالة على أهم الأحداث التي شهدتها ألبانيا في 2016، إضافة إلى أهم الشخصيات الألبانية المتوفية في هذه السنة.

## الحكم
- رئيس الجمهورية: بوجار نيشاني.
- رئيس الوزراء: إيدي راما.

## الأحداث

### نوفمبر
- 10 نوفمبر - غوغل تطلق خدمة جوجل ستريت فيو في ألبانيا.[1]